# ɭ̴
Cette page contient des caractères spéciaux ou non latins. S’ils s’affichent mal (▯, ?, etc.), consultez la page d’aide Unicode.
Le L hameçon rétroflexe tilde inscrit ou L crochet rétroflexe tilde médian, ɭ̴, est un symbole de l’alphabet phonétique international. Il est composé d’un L hameçon rétroflexe ‹ ɭ › diacrité d’un tilde médian.

## Utilisation
Dans l’alphabet phonétique international, [ɭ̴] représente une consonne spirante latérale rétroflexe voisée vélarisée ou pharyngalisée, respectivement aussi représentée par /ɭˠ/ et /ɭˤ/.
Hans Kurath utilise le ɭ̴ dans le Handbook of the linguistic geography of New England publié en 1939 et Bernard Bloch l’utilise dans le Linguistic Atlas of New England.

## Représentations informatiques
Le l crochet rétroflexe peut être représenté avec les caractères Unicode (Alphabet phonétique international, Diacritiques) suivants :
| formes    | représentations | chaînes de caractères | points de code | descriptions                                                          | notes |
| --------- | --------------- | --------------------- | -------------- | --------------------------------------------------------------------- | ----- |
| minuscule | ɭ̴               | ɭ◌̴                    | U+026D U+0334  | lettre minuscule latine l crochet rétroflexe diacritique tilde médian |       |